# Город имени Сапармурата Туркменбаши
Имени Сапармурата Туркменбаши (Имени Сапармурата Туркменбашы; туркм. Saparmyrat Türkmenbaşy adynky) — город, административный центр  этрапа имени Сапармурата Туркменбаши (туркм. этрапа имени Сапармурата Туркменбашы) Дашогузского велаята Туркменистана.

## История
Статус посёлка городского типа имел с 1984 года. До 1993 года носил название Октябрьск. Статус города был присвоен с 2016 года.

## География
В городе расположена железнодорожная станция, являющаяся конечной на тупиковой ветке от линии Дашогуз — Ходжейли.

## Население
| 1989 | 2022   |
| ---- | ------ |
| 6770 | 20 720 |